# Bufo spinosus
Bufo spinosus es una especie de anfibio anuro de la familia Bufonidae.

## Distribución geográfica
Habita en la isla de Jersey, en el Medio Sudoeste de Francia (al sur de una línea que pasa cerca de Caen hacia Lyon), España, Portugal, Marruecos, Argelia y Túnez.

## Descripción
Se distingue del sapo común (Bufo bufo) por un tamaño adulto más grande, glándulas parótidas más grandes, y en la espalda y los flancos pústulas más abundantes de formas variables, a veces espinosas. Puede alcanzar los 22 cm de longitud total (del hocico a la cloaca) en el caso de las hembras. Patas traseras parcialmente palmeadas. En la coloración general del cuerpo predominan los colores grisáceos, olivaceos, parduscos o incluso pueden ser negruzcos, aunque también podemos encontrar ejemplares monocromos

## Reproducción
Comienza su reproducción entre febrero y marzo, aunque esto puede verse interrumpido por las temperaturas y la escasez de agua; es decir, aunque sea diciembre pueden reproducirse si es la única lluvia en mucho tiempo. Se reproducen a través del amplexo. La puesta de huevos es en forma de cordón, a diferencia de las ranas.

## Especies similares
El sapo corredor (Epiladea calamita), el sapo común europeo (Bufo bufo), el sapo verde (Bufotes viridis), el sapo verde norteafricano o magrebí (Bufotes boulengeri) o el sapo moruno (Sclerophys mauritanica).

## Taxonomía
Esta especie ha sido considerada sinónimo de Bufo bufo o como una subespecie de la misma. Fue reconocida como una especie distinta por Schneider y Sinsch en 2004, que ha sido confirmada por estudios filogenéticos.
El taxón Bufo spinosus Bocage, 1868 nec Daudin, 1803 es sinónimo de Amietophrynus gutturalis (Power, 1927).

## Publicación original
- Daudin, 1803 : Histoire naturelle, générale et particulière des reptiles : ouvrage faisant suite à l'Histoire naturelle générale et particulière, composée par Leclerc de Buffon : et rédigée par C.S. Sonnini, membre de plusieurs sociétés savantes, vol. 8, F. Dufart, París, pp. 1-439.[4]